# Corycoides siccifolius
Corycoides siccifolius är en insektsart som först beskrevs av Sjöstedt 1902.  Corycoides siccifolius ingår i släktet Corycoides och familjen vårtbitare. Inga underarter finns listade i Catalogue of Life.